# Roy Thinnes
Roy Thinnes (Chicago, 6 de abril de 1938), es un prolífico actor estadounidense de larga trayectoria, muy conocido por sus roles en series televisivas de culto de TV de las décadas de los sesenta, los setenta e incluso la década del ochenta y principios de los noventa.

## Trayectoria artística
Roy Thinnes tiene una larga trayectoria en series televisivas de culto; de hecho, en la década de los 60, no obstante y a pesar de sus limitados recursos actorales; pero de gran solidez en sus papeles y especialmente gracias a su buena apostura, se hizo conocido al interpretar personajes como el doctor Phil Brewer en la serie General Hospital, el renegado y apasionado Ben Quick en la serie romántica:   "Un largo y ardiente verano", rol que lo hizo muy popular en la teleaudiencia femenina de la época.
y el héroe solitario e incomprendido David Vincent en la serie de ciencia ficción The Invaders, conocida en Hispanoamérica como Los invasores, todas ellas series de culto de la cadena ABC.
Su primer papel en horario estelar fue en "A Fist of Five", un episodio de 1962 de The Untouchables , como hermano de un ex policía (interpretado por Lee Marvin ). Más tarde ese mismo año, apareció en un pequeño papel como un vaquero llamado "Harry" en el programa televisivo Western Gunsmoke de James Arness ("False Front" - T8E15).
Thinnes es uno de los pocos actores de culto de series televisivas de la década de los 60 que no ha perdido su vigencia hasta el día de hoy; en efecto, con una prolífica carrera ha aparecido en tres capítulos (1996-2001) de la serie de TV Expediente X como el alienígena Jeremiah Smith y cuenta en su haber con su última participación como Braveboy en el filme Leadcatcher de M.T Sheridan (2009).
Apareció en las películas de desastres tales como  Airport 1975 como un copiloto y The Hindenburg como un sádico capitán de las SS. 
Thinnes participó en la película Family Plot de Alfred Hitchcock de 1976 en el papel del infame joyero Arthur Adamson cuando la primera opción de Hitchcock, 
William Devane, no estaba disponible en ese momento.   Thinnes ya había filmado varias escenas para la película cuando Devane estuvo disponible sorpresivamente. Hitchcock despidió a Thinnes sin dar una explicación y volvió a filmar todas sus escenas con Devane.  Un Thinnes iracundo se enfrentó a Hitchcock en un restaurante y le preguntó al director por qué lo habían despedido, atónito, Hitchcock simplemente miró a Thinnes hasta que el actor se retiró. Algunas tomas de Thinnes como el personaje (desde atrás) permanecen en la película.

### Los invasores
Durante 1967 y 1968, Thinnes fue protagonista de Los invasores una serie de televisión en la cual interpretaba al arquitecto David Vincent quién de manera accidental observa el aterrizaje de alienígenas de otro planeta. Vincent libra una batalla sin éxito contra ellos. La serie se convirtió en un clásico de culto, liderando a otras películas de alienígenas contra terricolas.
Su futura segunda esposa, la actriz Lynn Loring apareció en el episodio 14, llamado "El Pánico".
Décadas después de una cancelación inexplicable de la serie original, regreso en 1995 como un anciano David Vincent, como parte de una miniserie de televisión titulada Los Invasores protagonizada por Scott Bakula y una década más tarde hizo un comentario en audio para el lanzamiento del DVD oficial de Los Invasores.
The Washington Post hizo un comentario del 2008 acerca de Los Invasores "que solo estuvo dos temporadas". En el 2004 la revista TV Guide colocó a David Vincent por su carácter de interpretación en el N°6 de la lista de 25 Grandes Leyendas de Sci-Fi. 
En el 2019, el Cable Network de los Estados Unidos volvió a retransmitir la serie Los Invasores como parte de su popular "Red-Eye Sci-Fi Saturday Night" trasmitida los sábados por las noches y en la mañana del domingo sci-fi TV series en su esquema de programación.

## Vida personal
Thinnes es de ascendencia alemana. Después de servir en la Marina de los Estados Unidos como oficial de la policía militar , se mudó a California y asistió a la universidad de la ciudad de Los Ángeles.  Estuvo casado con la actriz Lynn Loring desde 1967 a 1984. Loring dio a luz a su hijo Christopher Dylan Thinnes, el 12 de febrero de 1969, y en 1974 dio a luz a su hija Casey Thinnes.  La tercera esposa de Thinnes, es la actriz Catherine Smythe, es la madre de dos de sus cinco hijos.  En 2005, Thinnes se casó con la editora de cine Stephanie Batailler.

## Filmografía

### Film
| Año  | Título               | Rol                                         | Notas         |
| ---- | -------------------- | ------------------------------------------- | ------------- |
| 1959 | The FBI Story        | Party Guest                                 | No acreditado |
| 1969 | Doppelgänger         | Coronel Glen Ross                           |               |
| 1973 | Charley One-Eye      | El indio                                    |               |
| 1974 | Airport 1975         | Urias                                       |               |
| 1975 | The Hindenburg       | SS/Gestapo SS-Hauptsturmführer Martin Vogel |               |
| 1987 | Mind Benders         | Principal Borden                            |               |
| 1989 | Rush Week            | Dean Grail                                  |               |
| 2001 | A Beautiful Mind     | Gobernador                                  |               |
| 2005 | The Eyes of Van Gogh | Dr. Peyron                                  |               |
| 2006 | Undone               |                                             |               |
| 2006 | Spectropia           | Franklin DeMott                             |               |
| 2007 | Broken English       | Peter Andrews                               |               |

### Televisión
| Año       | Título                                 | Rol                                 | Notas                                                            |
| --------- | -------------------------------------- | ----------------------------------- | ---------------------------------------------------------------- |
| 1957      | Cavalcade of America                   | Mickey Hubbard                      | Episodio: "Chicago 2-1-2"                                        |
| 1958      | Peter Gunn                             | Roy Davidson                        | Episodio: "The Man with the Scar"                                |
| 1959      | Steve Canyon                           | Officer Weber                       | Episodio: "Room 313"                                             |
| 1962      | The Untouchables                       | Denny Brannon                       | Episodio: "A Fist of Five"                                       |
| 1962      | Gunsmoke                               | Harry                               | Episodio: "False Front"                                          |
| 1963      | Ripcord                                | Radioman                            | Episodio: "Semper Paratus Any Time"                              |
| 1963      | The Untouchables                       | Red Thomas                          | :Episodio "An Eye for an Eye"                                    |
| 1963      | The Eleventh Hour                      | David Dunlear                       | Episodio: "Something Crazy's Going on in the Back Room"          |
| 1963      | Death Valley Days                      | Ab Singleton                        | Episodio: "Jeb"                                                  |
| 1963      | Gunsmoke                               | Dr. Peyron                          | Episodio: "Jeb"                                                  |
| 1963–1965 | General Hospital                       | Dr. Phil Brewer                     | Series regular                                                   |
| 1964      | The Reporter                           | Roberts                             | Episodio: "Murder by Scandal"                                    |
| 1964      | The Reporter                           | Detective Lieutenant Lee Roberts    | Episodio : "The Lost Lady Blues"                                 |
| 1965–1966 | The Long, Hot Summer                   | Ben Quick                           | Main cast 26 episodios                                           |
| 1965      | 12 O'Clock High                        | Maj. Jake Hays                      | Episodio: "In Search of My Enemies"                              |
| 1966      | The F.B.I.                             | Larry Drake                         | Episodio: "The Escape"                                           |
| 1966      | 12 O'Clock High                        | Capt. Paul Pridie                   | Episodio: "A Distant Cry"                                        |
| 1966      | The Fugitive                           | Carl Crandall                       | Episodio: "Wine is a Traitor"                                    |
| 1967–1968 | The Invaders                           | David Vincent                       | Lead role 43 episodios                                           |
| 1970      | The Other Man                          | Johnny Brant                        | TV movie                                                         |
| 1970–1971 | The Psychiatrist                       | Dr. James Whitman                   | Lead role Seven episodes                                         |
| 1971      | Black Noon                             | Reverend John Keyes                 | TV movie                                                         |
| 1972      | The Manhunter                          | David Farrow                        | TV movie                                                         |
| 1973      | The Horror at 37,000 Feet              | Alan O'Neill                        | TV movie                                                         |
| 1973      | The Norliss Tapes                      | David Norliss                       | TV movie                                                         |
| 1973      | Satan's School for Girls               | Dr. Joseph Clampett                 | TV movie                                                         |
| 1973      | Death Race                             | Arnold McMillan                     | TV movie                                                         |
| 1977      | Quinn Martin's Tales of the Unexpected | Frank Harris                        | Episodio: "The Final Chapter"                                    |
| 1977      | Secrets                                | Herb Fleming                        | TV movie                                                         |
| 1977      | Code Name: Diamond Head                | Johnny Paul                         | TV movie                                                         |
| 1978      | Battlestar Galactica                   | Croft                               | Dos episodios                                                    |
| 1979      | From Here to Eternity                  | Capt. Dana Holmes                   | Miniseries                                                       |
| 1979      | Supertrain                             | Senator J. J. Phillips/Eddie Barnes | Episodio: "Hail to the Chief"                                    |
| 1979      | The Return of Mod Squad                | Dan                                 | TV movie                                                         |
| 1979      | Stone                                  | Detective Cliff Bell                | Episodio: "Pilot"                                                |
| 1980      | From Here to Eternity                  | Capt. Dana Holmes                   | Main cast 11 episodios                                           |
| 1981      | Freedom                                | Michael                             | TV movie                                                         |
| 1981      | Scruples                               | Bennett Hall                        | TV movie                                                         |
| 1981      | Sizzle                                 | Wheeler                             | TV movie                                                         |
| 1982–1983 | Falcon Crest                           | Nick Hogan                          | Recurring role 20 episodes                                       |
| 1984      | Hotel                                  | John White                          | Episodio: "Memories"                                             |
| 1984      | The Love Boat                          | Buzz McClaine                       | Episode: "Country Blues/A Matter of Taste/Frat Brothers Forever" |
| 1984–1985 | One Life to Live                       | Alex Crown                          | Series regular                                                   |
| 1985      | Murder, She Wrote                      | Lt. Ted Misko                       | Episodio: "Dead Heat"                                            |
| 1986      | Highway to Heaven                      | Howard Sellers                      | Episodio: "Oh Lucky Man"                                         |
| 1987      | 1st & Ten                              | Teddy Schrader                      | Rol recurrente 6 episodios                                       |
| 1987      | Murder, She Wrote                      | Sheriff Howard Landry               | Episodio: "Trouble in Eden"                                      |
| 1987      | The Law & Harry McGraw                 | George Bellamy                      | Episodio: "State of Art"                                         |
| 1989      | Passport to Terror                     | Jimmy                               | TV movie                                                         |
| 1990      | Blue Bayou                             | Barry Fontenot                      | TV movie                                                         |
| 1990      | War of the Worlds                      | Van Order                           | Episodio: "Video Messiah"                                        |
| 1990      | Law & Order                            | D.A. Alfred Wentworth               | Episodio: "Everybody's Favorite Bagman"                          |
| 1991      | An Inconvenient Woman                  | Sims Lord                           | Miniseries                                                       |
| 1991      | Murder, She Wrote                      | J.K. Davern                         | Episodio: "The Taxman Cometh"                                    |
| 1991      | Dark Shadows                           | Roger Collins/Rev. Trask            | rol principal 12 episodios                                       |
| 1991      | P.S. I Luv U                           | Larry Benton                        | Episodio: "The Honeymooners"                                     |
| 1992      | Lady Against the Odds                  | P.L. Storrs                         | TV movie                                                         |
| 1992      | FBI: The Untold Stories                | Agent Jim Theisen                   | Episodio; "D.B. Cooper/The McCoy Hijacking"                      |
| 1992      | Stormy Weathers                        | Andrew Chase                        | TV movie                                                         |
| 1992–1995 | One Life to Live                       | Gen. Sloan Carpenter                | Series regular recurrencia                                       |
| 1995      | Walker, Texas Ranger                   | Col. Dayton                         | Episodio: "Case Closed"                                          |
| 1995      | The Invaders                           | David Vincent                       | Miniseries                                                       |
| 1996      | Terminal                               | John Cabot                          | TV movie                                                         |
| 1996–2001 | The X-Files                            | Jeremiah Smith                      | Rol recurrente Tres episodios                                    |
| 1996      | Poltergeist: The Legacy                | Clayton Wallace                     | Episodio: "The Crystal Scarab"                                   |
| 1996      | Touched by an Angel                    | Senator Guy Hammond                 | Episodio: "Secret Service"                                       |
| 1997      | Law & Order                            | Victor Panatti                      | Episodio: "Terminal"                                             |
| 1997      | Players                                | Logan Cates                         | Episodio: "Con Job"                                              |
| 1999      | Law & Order                            | Mr Kushner                          | Episode : "Ramparts"                                             |
| 2000      | The Sopranos                           | Dr. Baumgartner                     | Episode: "House Arrest"                                          |
| 2000      | D.C.                                   | Fred Hamilton                       | Episodio: "Guns and Roses"                                       |
| 2000      | Bar Hopping                            | Man with Cassandra                  | TV movie                                                         |
| 2001      | Law & Order: Criminal Intent           | Sheridan Beckworth                  | Episodio: "The Faithful"                                         |
| 2002      | Oz                                     | Leader of Aryan Brotherhood         | Episodio: "Good Intentions"                                      |
| 2002      | Law & Order: Special Victims Unit      | Curtis Johansen                     | Episodio: "Greed"                                                |
| 2006      | Conviction                             | Ralph Hanlon                        | Episodio: "Deliverance"                                          |